# Le Raccourci
Pour plus de détails, voir Fiche technique et Distribution.
Le Raccourci (titre italien : Tempo di uccidere) est un film de guerre franco-italien réalisé par Giuliano Montaldo, sorti en 1990.

## Synopsis
L'action se déroule pendant l'invasion de l'Éthiopie par l'Italie en 1936.
Éthiopie, 1936. Parce qu'il a raté un virage avec son camion, le jeune lieutenant Enrico Silvestri se retrouve à pied et prend un raccourci qui le conduit dans la brousse. Il y rencontre une jeune indigène, Mariam et les problèmes commencent. Terrorisé à la suite d'une tragédie, il s'enfuit et la névrose s'empare de lui.

## Fiche technique
Sauf indication contraire, les informations mentionnées dans cette section peuvent être confirmées par la base de données cinématographiques Unifrance,  présente dans la section « Liens externes ».
- Titre : Le Raccourci
- Titre original : Tempo di uccidere
- Titre anglophone : Time to Kill
- Réalisation : Giuliano Montaldo
- Scénario : Giuliano Montaldo, Furio Scarpelli, Giacomo Scarpelli et Paolo Virzì, tiré du roman de Ennio Flaiano
- Producteurs : Guido De Laurentiis, Leo Pescarolo et Gian Carlo Bertelli
- Musique : Ennio Morricone
- Montage : Alfredo Muschietti
- Photographie : Blasco Giurato
- Décors : Franco Fumagalli
- Costumes : Elisabetta Montaldo
- Maquillage : Stefano Fava
- Sociétés de production : Surf Film, Ellepi Film, Dania Film, Rete Italia Productions, ItalFrance Films
- Pays de production :  France,  Italie
- Langue de tournage : italien
- Date et lieu de tournage : Juillet 1989 en Espagne, au Kenya et au Zimbabwe
- Format : Couleur - 4/3 - Son Dolby - 35 mm
- Durée : 110 minutes (1h50)
- Genre : historique, guerre
- Date de sortie : 
  - Italie : 27 octobre 1989
  - France : 12 juin 1991

## Distribution
- Nicolas Cage (VF : Dominique Collignon-Maurin) : Enrico Silvestri
- Ricky Tognazzi : Mario
- Patrice-Flora Praxo : Mariam
- Georges Claisse : Médecin
- Robert Liensol : Joannes